# Фан Личжи
Фан Личжи́ (кит. упр. 方励之, пиньинь Fāng Lìzhī; 12 февраля 1936, Пекин — 6 апреля 2012, Тусон) — китайский астрофизик и общественный деятель, диссидент, названный востоковедом Александром Ломановым «китайским Сахаровым».
В 12 лет вступил в подпольную молодёжную организацию, связанную с коммунистами. Учился в Пекинском университете, работал над ядерной программой КНР. Вместе со своей будущей супругой Ли Шусянь претерпел гонения после сворачивания кампании «Пусть расцветают сто цветов». Занимал должности профессора астрофизики и первого проректора Научно-технического университета Китая. В 1986—1987 гг. активно выступал за радикальные политические преобразования в Китае:

Необходима всесторонняя открытость или полная вестернизация. Всесторонняя — это значит позволяющая передовой культуре со всех сторон нанести удар по Китаю, без всяких исключений. Удары могут быть со стороны экономики, знаний, политической системы, идеологии, морально-этических критериев.

В январе 1987 года снят со всех постов и исключён из Коммунистической партии Китая
На следующий день после начала событий на площади Тяньаньмэнь, 5 июня 1989 года, вместе со своей женой попросил политического убежища в посольстве США в Пекине. Находился на территории посольства в течение года, пока 25 июня 1990 года не был вывезен вместе с семьёй на самолёте Вооружённых сил США. Во время пребывания на территории посольства был удостоен в США Премии имени Роберта Кеннеди за заслуги в области прав человека.
После эмиграции в США преподавал в Принстонском университете, затем в Аризонском университете.